# Lista de presidentes da Udmúrtia

Brasão de armas da Udmúrtia

O Presidente da República de Udmúrtia,que hoje é uma República da Rússia,este cargo foi criado durante o tempo da União Soviética e passou a ser uma República autonoma após do dissolvimento do governo Soviético

## Presidentes
| Nome               | Imagem | Início do mandato | Fim do mandato |
| ------------------ | ------ | ----------------- | -------------- |
| Stepan Baryshnikov |        | 1921              | 1943           |
| Dmitry Shlenov     |        | 1943              | 1957           |
| Igor Skulkov       |        | 1957              | 1971           |
| Valery Marisov     |        | 1971              | 1990           |
| Alexander Volkov   |        | 1990              | 2014           |
| Alexander Solovyov |        | 2014              | presente       |